# Second Sighting
Albums de Frehley's Comet
Frehley's Comet
(1987) Trouble Walkin'
(1989)
Second Sighting est un album de Frehley's Comet sorti en 1988, il s'agit aussi du dernier album sous le nom de Frehley's Comet.

## Composition du groupe
- Ace Frehley – guitare solo, chants.
- Tod Howarth - guitare, claviers, chants.
- John Regan - bassen chœurs.
- Jamie Oldaker - batterie

## Charts
| Année | Pays        | Charts          | Position |
| ----- | ----------- | --------------- | -------- |
| 1988  | États-Unis  | Billboard 200   | 81       |
| 1988  | Royaume-Uni | UK Albums Chart | 79       |

## Liste de titres
| No  | Titre                  | Auteur                                                | Chants                   | Durée |
| --- | ---------------------- | ----------------------------------------------------- | ------------------------ | ----- |
| 1.  | Insane                 | Ace Frehley, Gene Moore                               | Ace Frehley              | 3:45  |
| 2.  | Time Ain't Runnin' Out | Tod Howarth                                           | Tod Howarth              | 3:52  |
| 3.  | Dancin' With Dange     | Ace Frehley, Dana Strum, Spencer Proffer, Streetheart | Ace Frehley              | 3:25  |
| 4.  | It's Over Now          | Tod Howarth                                           | Tod Howarth              | 4:39  |
| 5.  | Loser in a Fight       | Tod Howarth, John Regan                               | Tod Howarth, Ace Frehley | 4:33  |
| 6.  | Juvenile Delinquent    | Ace Frehley                                           | Ace Frehley              | 5:13  |
| 7.  | Fallen Angel           | Tod Howarth                                           | Tod Howarth              | 3:44  |
| 8.  | Separate               | Ace Frehley, John Regan                               | Ace Frehley              | 4:56  |
| 9.  | New Kind of Lover      | Tod Howarth                                           | Tod Howarth              | 3:14  |
| 10. | The Acorn Is Spinning  | Ace Frehley, John Regan                               | (instrumental)           | 4:50  |